# Goeree-Overflakkee
Goeree-Overflakkee – wyspa i gmina w prowincji Holandia Południowa w Holandii.

## Miejscowości
Liczba mieszkańców według stanu na 2012 rok:
- Stellendam    - 3.490
- Ouddorp -       6.710
- Goedereede -    2.190
- Dirksland -     5.070
- Melissant -     2.170
- Herkingen -     1.250
- Middelharnis -  6.780
- Sommelsdijk -   7.470
- Nieuwe-Tonge -  2.440
- Stad aan 't Haringvliet - 1.370
- Oude-Tonge -    4.860
- Ooltgensplaat - 2.670
- Den Bommel -    1.690
- Achthuizen -    1.190
- Battenoord -    niezamieszkana
- Zuidzijde -     180 (2007)